# Museo Ralli (Santiago de Chile)
El Museo Ralli de Chile, ubicado en la capital Santiago de Chile, es un museo de arte contemporáneo latinoamericano. Fundado en 1992, es el segundo de los museos de la fundación Museos Ralli en abrir sus puertas (después del Museo Ralli de Uruguay), considerado único en su ámbito en Chile.

## Fundación
La fundación Museos Ralli, fundada por Harry Recanati, dispone de cinco museos cuyo objetivo principal es difundir el arte contemporáneo latinoamericano y europeo. En todos sus museo se pone hincapié en arte, personajes y acontecimientos iberoamericanos, con influencias sobre todo francesas, y en el judaísmo sefardí con énfasis en acontecimientos e hitos históricos.
Los museos están distribuidos entre América del Sur (Punta del Este, Uruguay, 1987 y Santiago de Chile, 1992), España (Marbella, 2000) e Israel (Cesarea, 1993 y 2007). No teniendo fines de lucro, la entrada a todos ellos es gratuita.

## El museo

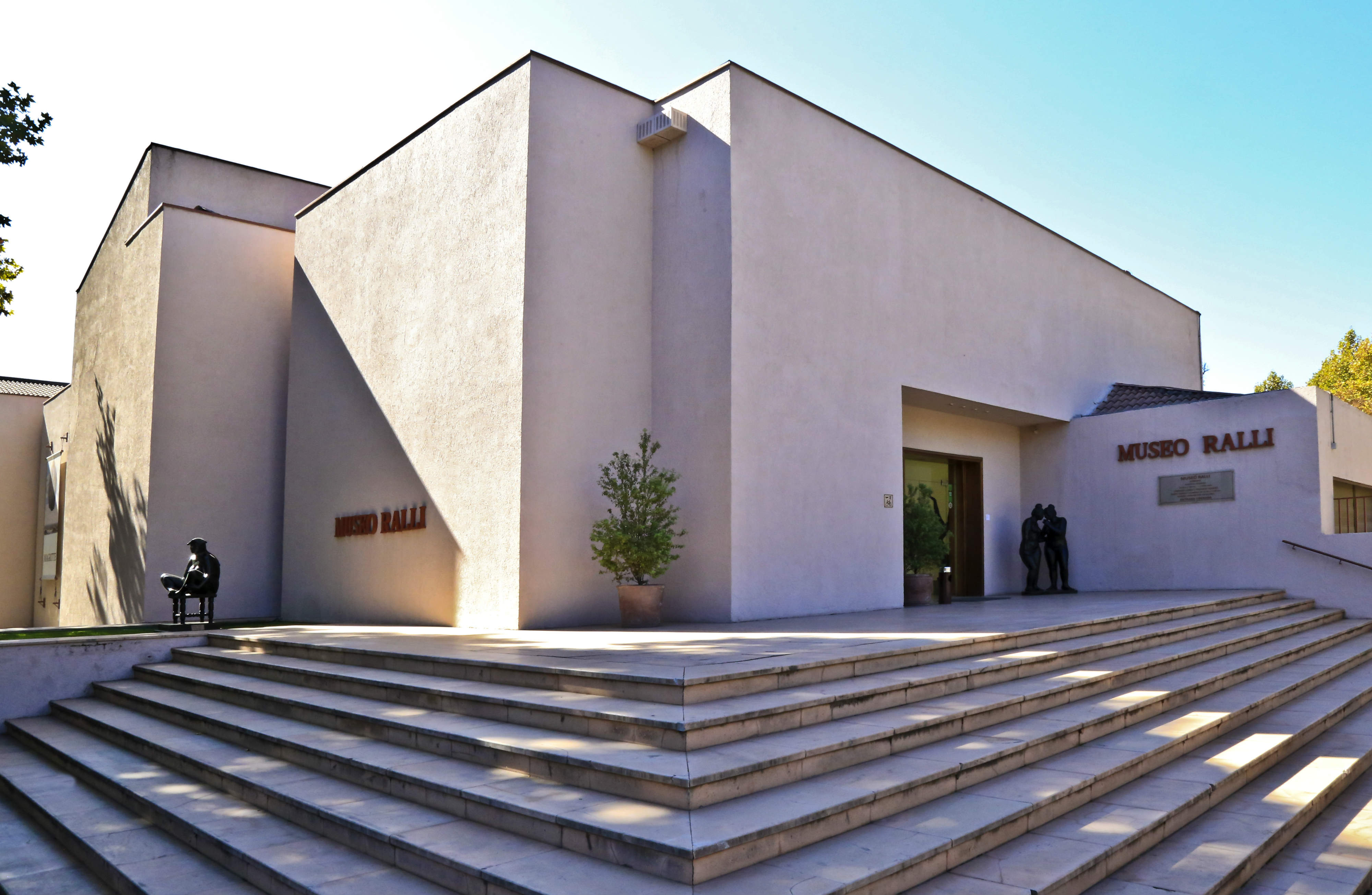
Acceso del museo.

El Museo Ralli de Chile, ubicado en la comuna de Vitacura y rodeado por jardines, dispone de una superficie de exhibición de 1500 metros cuadrados repartidos en tres plantas, 18 salas y un patio de estatuas. Esta distribución hace posible la entrada simultánea de un gran número de visitantes, incluidos grupos organizados institucionales y educativos. También cuenta con una amplia sala de conferencias y conexión por Wifi en todo el edificio.
Entre los artistas latinoamericanos exhibidos destacan José Luis Cuevas, César López Claro, Armando Lara, Roberto Matta, Manuel Pailós, Oswaldo Sagastegui, Rufino Tamayo, Mario Toral, Guillermo Trujillo y Carlos Cruz-Diez, entre otros.
Además de una gran cantidad de cuadros y esculturas de estos artistas, el museo cuenta con obras de importantes artistas europeos de las últimas décadas como Apollonio, Francis Bacon, Marc Chagall, Salvador Dalí, De Chirico, Magritte, Henry Moore, Victor Vasarely, Alexander Calder y Rodin, entre otros.
Siendo parte de una fundación sin ánimos de lucro, la entrada al museo es gratuita y los visitantes pueden recorrer todos sus espacios en total libertad.

## Espacios y exhibiciones

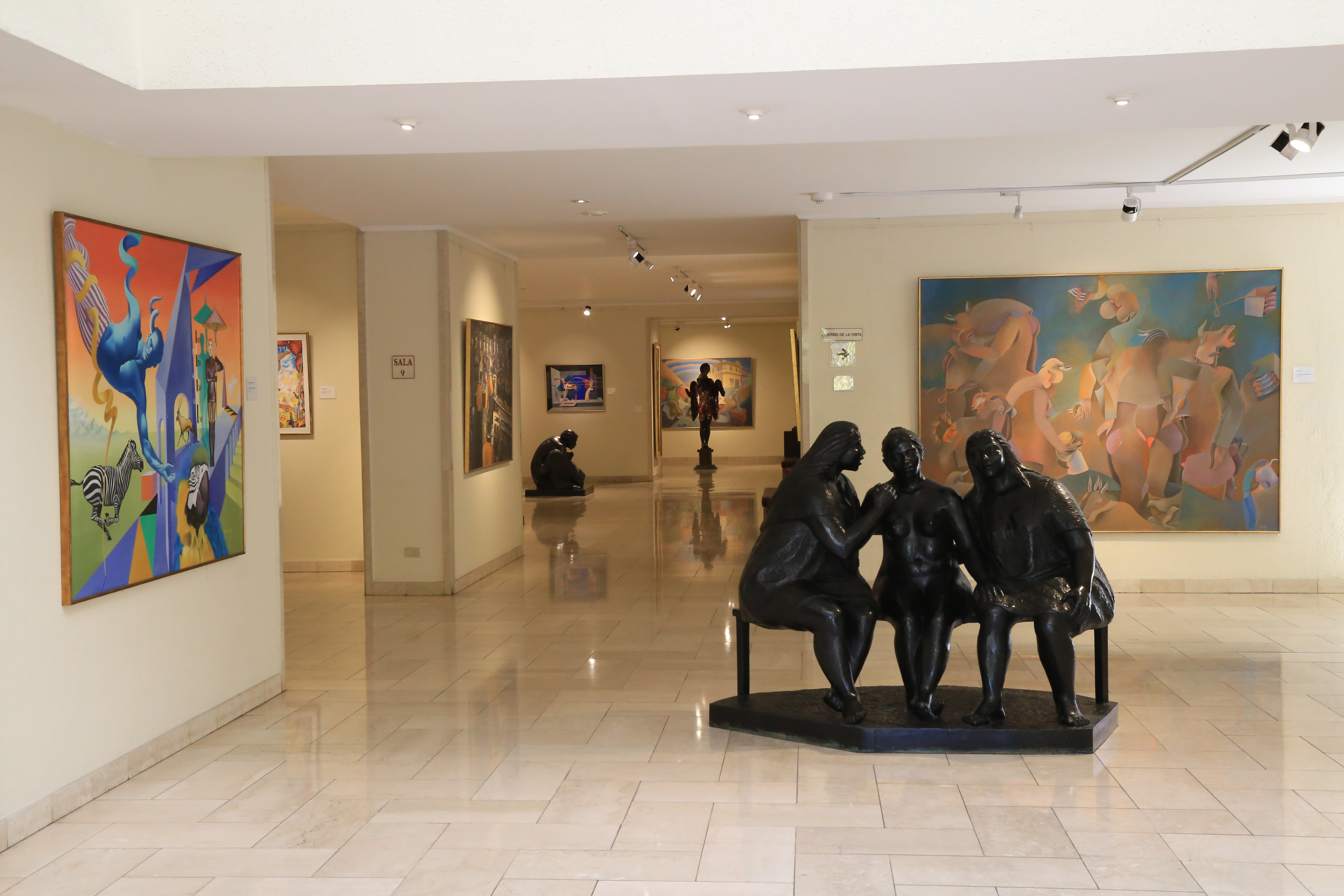
Interior del museo.

Actualmente el Museo Ralli de Chile cuenta con los siguientes espacios y colecciones:
- Cinetismo y Geometría
- Sala Clásica
- Jardín de Esculturas
- Sala Alexander Calder
- Sala Manuel Pailós
- Sala Francis Bacon
- Sala Moore-Dalí (anteriormente Sala Dalí-Chagall)
- Sala José Luis Cuevas
- Sala Sergio Camporeale
- Sala Grandes Maestros Argentinos
- Grandes Maestros Argentinos
- Sala Harry Recanati
- Colección Arte Latinoamericano

## Actividades
En 2019 el museo se sumó al proyecto Museos de Medianoche del Ministerio de la Culturas, las Artes y el Patrimonio chileno, ofreciendo varias exhibiciones y actividades a últimas hora del día, incluyendo la ponencia Arte de Transferencia a cargo del artista chileno-argentino Rubén Reveco con el fin de acercar el proceso creativo del artista al público con la participación de los visitantes.
En el marco del mismo proyecto, el museo se ha sumado al Circuito Cultural de Vitacura por la Cultura Mapocho, formando parte del recorrido a través de diferentes hitos culturales en la comuna de Vitacura.